# Herbeumont
Herbeumont ist eine belgische Gemeinde im Bezirk Neufchâteau der Provinz Luxemburg.
Die Gemeinde besteht aus den Ortschaften Herbeumont, Saint-Médard und Straimont. 

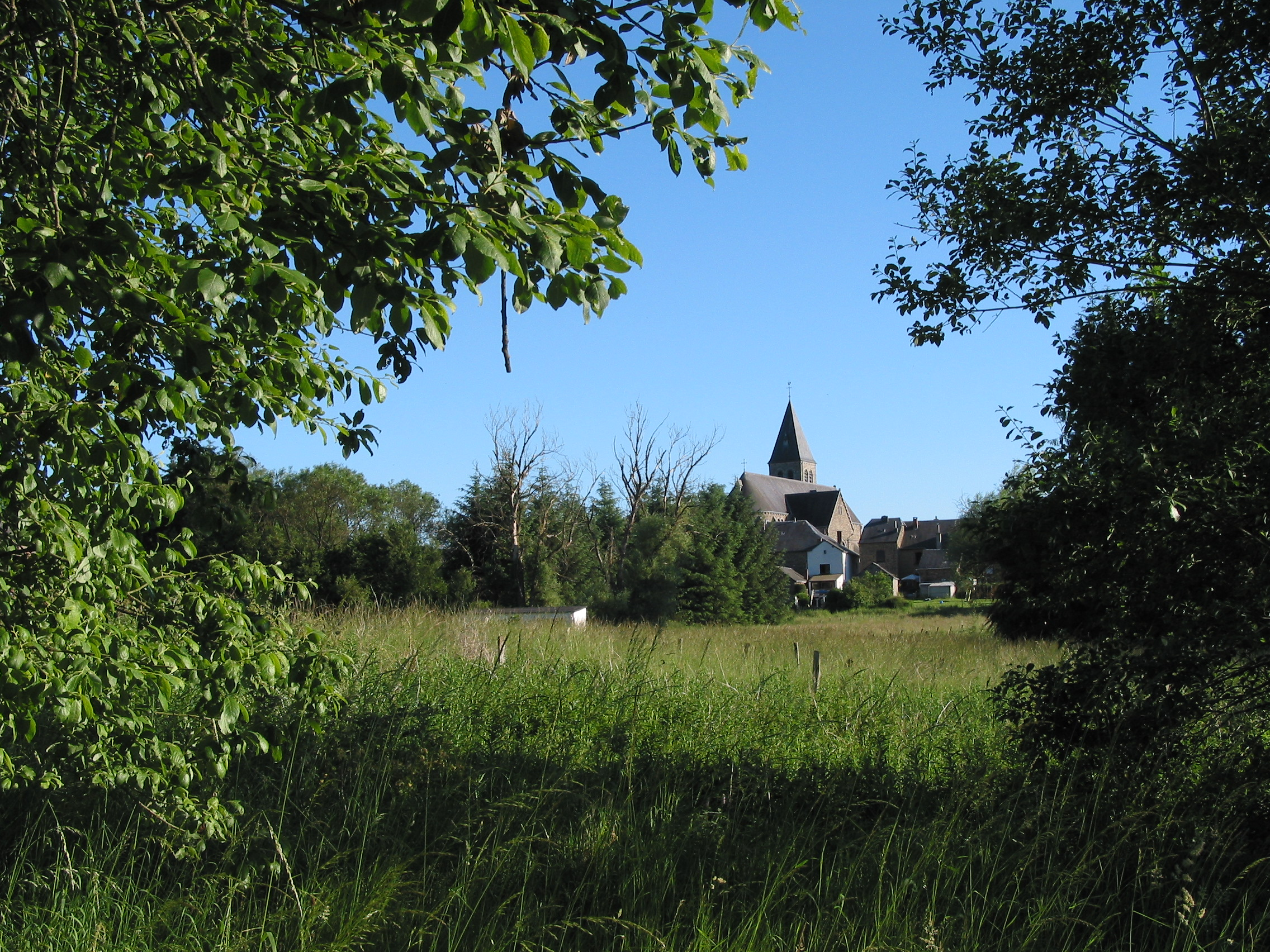
Blick auf Herbeumont

## Persönlichkeiten
- Joseph Alain Leroy (1920–1985), römisch-katholischer Ordensgeistlicher, Bischof von Kilwa